# Andropogon eucomus
Andropogon eucomus är en gräsart som beskrevs av Christian Gottfried Daniel Nees von Esenbeck. Andropogon eucomus ingår i släktet Andropogon och familjen gräs. Utöver nominatformen finns också underarten A. e. huillensis.